# السيلة (القطن)

'

تعديل مصدري - تعديل

السيلة هي إحدى قرى عزلة القطن بمديرية القطن التابعة لمحافظة حضرموت، بلغ تعداد سكانها 139 نسمة حسب تعداد اليمن لعام 2004.